# 対決!スーパーカークイズ
『対決!スーパーカークイズ』（たいけつ スーパーカークイズ）は、1977年7月4日から1978年10月2日まで東京12チャンネル（現・テレビ東京）で放送されていたクイズ番組である。その後も1978年10月16日から1979年3月26日まで『対決!チャレンジクイズ』と題して放送されていた。いずれも放送時間は毎週月曜 19:30 - 20:00 （日本標準時）。

## 概要

### 対決!スーパーカークイズ
当時爆発的なブームになっていたスーパーカーをクイズの題材にしていた番組。株式会社二見書房出版の“カード式ザ・スーパーカー”を基に番組が構成されていた。参加者はスーパーカーファンを自認する幼稚園児や小中学生たちで、スーパーカーの映像や音楽を駆使した問題に答えていた。司会は山田隆夫と歴代の女性アシスタントたちが務めていた。
番組終盤では、筑波サーキットで2台の車が速さを競うレース企画が行われていた。初期には0→400m（ゼロヨン）を競う映像だったが、中期にはサーキットを1周するレースにスケールアップした。特別編で吹雪の鈴鹿サーキットにおける幻のポルシェ・934とランボルギーニ・イオタの対決等もあった。参加ドライバーは星野一義をはじめとする日本の有名レーサーたちで、彼らによるレースを日産レーシングスクールの辻本征一郎が解説していた。
この番組は、全国各地のテレビ局でテープネットされていた。東海テレビでは同じ日時に放送されていた。

### 対決!チャレンジクイズ
上記『対決!スーパーカークイズ』のリニューアル版。スーパーカーブームが一段落したことから、この番組ではスーパーカー以外の問題も出されるようになり、毎週参加者4人が優勝を競う形式になった。司会は『対決!スーパーカークイズ』時代のメンバーが引き続き行っており、番組終盤のレース企画も同様に行われていた。

## 出演者

### 司会
- 山田隆夫[2]

### アシスタント
- 吉川桂子[2] - 初代アシスタント。『対決!スーパーカークイズ』放送期間中に山田と結婚し、出産のため降板[1]。
- 萩奈穂美 - 2代目アシスタント。『対決!チャレンジクイズ』も担当[1]。

### コーナー担当者
- 辻本征一郎
- コント太平洋 - 「カウンタックマン」として出演[1]。

### ナレーター
- 野沢那智

## スタッフ
- 技術：小暮克彦
- 照明：萩原征四郎
- 美術：宇都木民雄
- 音響効果：小関尚孝
- プロデューサー：竹永良彦
- 担当(ディレクター)：犬飼佳春[3]

## ルール

### 対決!スーパーカークイズ
1対1の早押しクイズ。1問正解につき1ポイントを獲得でき、不正解の場合には解答権が対戦相手に移った。途中から、それと同時に次の問題で1回休みとなるペナルティも付くようになった。
3ポイント獲得で1人勝ち抜きとなり、負けた側の解答者が別の解答者と交代して次の対戦へ移行。
3人勝ち抜きでチャンピオンに認定され、そこでクイズは終了。賞品は腕時計、カメラ、スポーツ用具などで、勝ち抜き人数に応じて各種賞品が贈られた。
3人勝ち抜きチャンピオンが何人か出た後には、その中から選ばれた4人によって「グランドチャンピオン大会」が行われた。第1回では出場者4人によるトーナメント戦で、勝者がグランドチャンピオンに認定。第2回目以降は出場者4人によるトーナメント戦勝者と前回のグランドチャンピオンが最後に対戦し、その勝者が新しいグランドチャンピオンに認定された。

### 対決!チャレンジクイズ
早押しクイズ。1問正解につき1ポイントを獲得でき、不正解の場合には1ポイントを引かれた。
3ポイントに到達すると「ラッキーチャンス」となり、次の問題をその解答者が正解すると2ポイント獲得できた。他の解答者が正解した場合には通常通り1ポイントを獲得。また、最終問題は「ラストチャンス」で、正解者は2ポイントを獲得できた。8ポイントに到達するとチャンピオンとなり、その解答者はクイズから抜ける。残りの解答者はクイズを続行。
最終的に3ポイント以上を獲得していれば、ポイントに応じた賞品を獲得できた。

## 音楽

### テーマ曲
- あこがれのスーパーカー（作詞・作曲：ケイ・ふじやま / 編曲：高田弘 / 歌：ドクター南雲とシルバーヘッドホン DJ.ウルフマンスージー / 演奏：テイチクオーケストラ） - 『対決!スーパーカークイズ』時代のオープニングテーマ。この曲を収めたレコードが1977年にテイチクレコード（現・テイチクエンタテインメント）から発売された。
- オブ・ラ・ディ、オブ・ラ・ダ（THE BEATLES） - 『対決!チャレンジクイズ』時代のオープニングテーマ。メロディのみのインストゥルメンタルバージョンを使用。

### コーナー曲
後期には、司会の山田がスーパーカーをモチーフにしたコミカルな歌を歌うコーナーがあった。
- 僕はカウンタックマン（作詞：奥山侊伸 / 作曲：山田隆夫 / 編曲：宮川泰）
- スーパーカーなーんちゃって（作詞：奥山侊伸 / 作曲：山田隆夫 / 編曲：宮川泰）

この2曲を収めたレコードが1978年4月に東芝EMI（現・ユニバーサルミュージック合同会社）から発売された。「スーパーカーなーんちゃって」がA面曲に、「僕はカウンタックマン」がB面曲になっている。

## 後日談
本番組はスーパーカーブームを象徴する人気番組であり、2016年2月21日に同系列局で放送された『テレビ東京52年分の映像大放出!モヤモヤ映像廃棄センター〜こんなVTR新社屋に持って行けません〜』でもリクエストの多い番組と紹介された。しかし、1インチVTRは導入されておらず、当時の放送用テープが使い回しの一般的な2インチVTRを用いていたこともあり、本番組の映像はテレビ東京に1本も残されていないことが判明した。
しかし、本番組への出演経験のある切替徹が番組を録画したビデオテープ（VHSビデオ）を持っていたことが分かり、同特番でその映像が公開された。また切替からのテープの提供を受け、テレビ東京のアーカイブスにて保存されることとなった。